# Nélida Soria
Nélida Soria (1956) es una botánica, farmacéutica, profesora, curadora, y exploradora paraguaya. Su especialización es la flora del Paraguay, con énfasis en las familias de las boragináceas, tifáceas, en el "Departamento de Botánica, en la Facultad de Ciencias Químicas, Universidad Nacional de Asunción.

## Algunas publicaciones

### Libros
- Isabel Basualdo, nélida Soria. 2002. 100 especies del cerrado en Paraguay. Ed. Departamento de Botánica, FCQ-UNA. 220 pp. ISBN 9992586702
- 1999. Thymelaeaceae. Vol. 31 de Flora del Paraguay. Ed. Conservatoire et Jardin botaniques de la Ville de Genève. 12 pp. ISBN 2827705338

## Eponimia
- (Asteraceae) Centaurea × soriana A.Segura ex Mateo & M.B.Crespo[2]
- (Asteraceae) Hieracium sorianum Mateo[3]